# Grigorij Petrovič Šuvalov
Conte Grigorij Petrovič Šuvalov, (in russo Григорий Петрович Шувалов?) (1804 – 1859), è stato un ufficiale russo.

## Biografia
Era il figlio più giovane del tenente generale Pëtr Andreevič Šuvalov (1771-1808), e di sua moglie, Sof'ja Grigor'evna Ščerbatova (1776-1849), sorella di Aleksej Grigor'evič Ščerbatov. Studiò in Svizzera e all'Università di Pisa.
Dal 1823 al 1826 fece parte del reggimento degli Ussari.

## Matrimonio

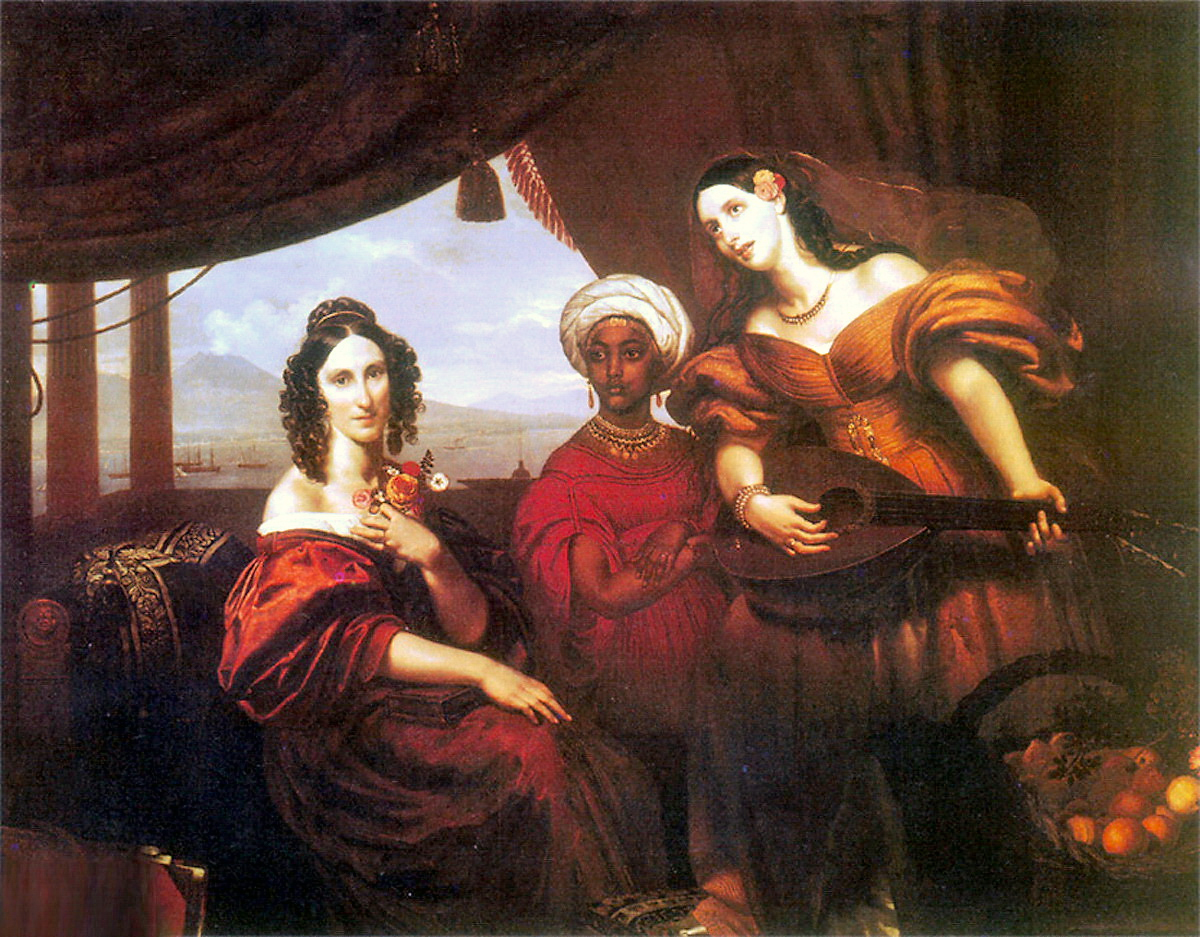
Sof'ja Aleksandrovna con sua sorella Marija, ritratto di Orest Adamovič Kiprenskij.

Nel 1825 sposò la principessa Sof'ja Aleksandrovna Saltykova (1806-1841), figlia di Aleksandr Nikolaevič Saltykov e della contessa Natal'ja Jur'evna Golovkina. Ebbero quattro figli:
- Pëtr Grigor'evič (1826-1882);
- Aleksandr Grigor'evič (1828-1829);
- Elena Grigor'evna (1830-1884), sposò Aleksandr Jakovlevič Skarjatin;
- Natal'ja Grigor'evna;

Vissero in Italia, dove frequentò le lezioni di Giovanni La Cecilia, impegnati in attività letteraria e scrivere sonetti.

## Morte
La morte di uno dei suoi figli e la malattia della moglie, fu un grave dramma spirituale. A Parigi, fu spesso ospite di Sof'ja Petrovna Sojmonova, dove incontrò il principe Ivan Sergeevič Gagarin. Nel 1843 si convertì al cattolicesimo e nel 1856, a Milano, prese i voti presso i barnabiti.
Padre Agostino Maria (il suo nome dopo i voti), morì in un convento cattolico nel 1859.